# Ramsewak Shankar
Ramsewak Shankar (Nieuw Amsterdam, 6 novembre 1937) è un politico surinamese.
È stato Presidente del Suriname dal 25 gennaio 1988 al 24 dicembre 1990.